# Uchatka toulavá
Uchatka toulavá (nově Radix labiata (Rossmässler, 1835), dříve také Radix peregra nebo Peregriana peregra) je vodní plž z čeledi plovatkovitých.

## Popis
Ulita má kolem čtyř závitů. Je 11–22 mm vysoká a 7–13 mm široká. Má poměrně tlusté stěny a výrazný poslední závit. Tvar je poměrně variabilní, ale poslední závit vždy zaujímá nejmenší poměr vůči zbytku schránky (v závislosti na něm jsou rozeznávány další samostatné druhy z rodu Radix). Barva ulity je rohovitě hnědá, tělo je vždy tmavé se světlými skvrnami.

## Výskyt
Plž se vyskytuje v Evropě, v severní Asii a na ostrově Newfoundland, v České republice se jedná o naši nejběžnější uchatku. Druh lze nalézt v pomalu tekoucích a stojatých vodách.